# Just Dance: Greatest Hits
Just Dance: Greatest Hits, también conocido en Europa como Just Dance: Best Of, es un videojuego de baile creado por Ubisoft para la consolas Xbox360 (con Kinect) y Wii (con WiiMote). Esta es una edición que contiene canciones de los juegos anteriores: Just Dance, Just Dance 2 y Just Dance 3.

## Jugabilidad
El sistema es el mismo que el de los juegos anteriores, en el cual los jugadores son juzgados por su forma de bailar y ganan puntos. Esta edición incluye las coreografías básicas en solitario, en dúos, y trae funciones de otros juegos de la saga como Non-Stop Shuffle, Speed Shuffle, Simon Says, Shout Out, Just Sweat y Just Create (solo Xbox 360).

## CancionesGreatest Hits
Este juego contiene 35 canciones, provenientes de los juegos Just Dance, Just Dance 2 y Just Dance 3, tanto de su juego original como de las tiendas en línea y sus versiones especiales. Entre ella se encuentran las siguientes.
| Canción                                           | Artista                                                       | Dificultad | Esfuerzo | Año  | Modo | Género | Juego original                  |
| ------------------------------------------------- | ------------------------------------------------------------- | ---------- | -------- | ---- | ---- | ------ | ------------------------------- |
| Acceptable in the 80s#                            | Calvin Harris                                                 | 2 (3)      | 2 (3)    | 2007 | Solo | ♀      | Just Dance                      |
| Airplanes                                         | B.o.B featuring Hayley Williams of Paramore                   | 1          | 1        | 2010 | Solo | ♂      | Just Dance 3 Target Exclusive   |
| Alright                                           | Supergrass                                                    | 2          | 2        | 1994 | Duet | ♀/♂    | Just Dance 2                    |
| Baby Don't Stop Now                               | Anja                                                          | 2          | 1        | 2011 | Solo | ♀      | Just Dance 3 DLC                |
| Body Movin' (Fatboy Slim Remix)                   | Beastie Boys                                                  | 1          | 3        | 1998 | Solo | ♀      | Just Dance 2                    |
| Barbie Girl*                                      | Aqua                                                          | 1          | 3        | 1997 | Duet | ♀/♂    | Just Dance 2 DLC                |
| Crazy in Love*                                    | Beyoncé featuring Jay-Z                                       | 3          | 2        | 2003 | Solo | ♀      | Just Dance 2                    |
| Dagomba                                           | Sorcerer                                                      | 2          | 3        | 2003 | Solo | ♂      | Just Dance 2                    |
| DARE                                              | Gorillaz                                                      | 2          | 1        | 2005 | Solo | ♂      | Just Dance                      |
| Eye Of The Tiger#                                 | Survivor                                                      | 1          | 3        | 1982 | Solo | ♀      | Just Dance                      |
| Fame*                                             | Irene Cara                                                    | 1 (1)      | 2 (3)    | 1980 | Solo | ♀      | Just Dance                      |
| Firework#                                         | Katy Perry                                                    | 3 (1)      | 3 (2)    | 2010 | Solo | ♀      | Just Dance 2 DLC                |
| Girlfriend                                        | Avril Lavigne                                                 | 2          | 3        | 2006 | Duet | ♀/♀    | Just Dance 2                    |
| Hey Ya!                                           | OutKast                                                       | 3          | 3        | 2000 | Solo | ♂      | Just Dance 2                    |
| Hot N Cold (versión rock)# U                      | Katy Perry                                                    | 1 (1)      | 1 (3)    | 2008 | Solo | ♀      | Just Dance                      |
| I Like to Move It (Radio Mix)*                    | Reel 2 Real featuring The Mad Stuntman                        | 2          | 2        | 1994 | Solo | ♀      | Just Dance                      |
| It's Raining Men                                  | The Weather Girls                                             | 2          | 3        | 1982 | Solo | ♀      | Just Dance 2                    |
| Jai Ho! (You Are My Destiny)                      | A.R. Rahman & The Pussycat Dolls featuring Nicole Scherzinger | 2          | 2        | 2009 | Solo | ♀      | Just Dance 2 Best Buy Exclusive |
| Jump*                                             | Kris Kross                                                    | 3          | 3        | 1991 | Duet | ♂/♂    | Just Dance 2                    |
| Jump In The Line (Shake, Senora)*                 | Harry Belafonte                                               | 3          | 2        | 1961 | Duet | ♀/♂    | Just Dance 2                    |
| Jin Go Lo Ba#                                     | Fatboy Slim                                                   | 2 (3)      | 2 (2)    | 2004 | Solo | ♀      | Just Dance                      |
| Kung Fu Fighting (Dave Ruffy / Mark Wallis Remix) | Carl Douglas                                                  | 2          | 2        | 1974 | Duet | ♂/♂    | Just Dance 2 DLC                |
| Only Girl (In the World)                          | Rihanna                                                       | 2          | 2        | 2010 | Solo | ♀      | Just Dance 3 Target Exclusive   |
| Pon De Replay                                     | Rihanna                                                       | 2          | 2        | 2005 | Solo | ♀      | Just Dance 2 DLC                |
| Proud Mary                                        | Ike & Tina Turner                                             | 2          | 3        | 1991 | Solo | ♀      | Just Dance 2                    |
| Rasputin                                          | Boney M.                                                      | 3          | 3        | 1978 | Solo | ♂      | Just Dance 2                    |
| Ring My Bell                                      | Anita Ward                                                    | 2 (1)      | 1 (1)    | 1979 | Solo | ♀      | Just Dance                      |
| The Power                                         | Snap!                                                         | 2          | 3        | 1990 | Solo | ♂      | Just Dance 2                    |
| Tik Tok#                                          | Ke$ha                                                         | 1 (2)      | 1 (1)    | 2009 | Solo | ♀      | Just Dance 2                    |
| Satisfaction (Isak Original Extended)             | Benny Benassi & The Biz                                       | 1          | 1        | 2002 | Solo | ♂      | Just Dance 2                    |
| Step by Step                                      | New Kids On The Block                                         | 2          | 2        | 1989 | Solo | ♂      | Just Dance                      |
| Toxic*                                            | The Hit Crew                                                  | 3          | 1        | 2003 | Solo | ♀      | Just Dance 2                    |
| U Can't Touch This*                               | MC Hammer                                                     | 2          | 3        | 1992 | Solo | ♂      | Just Dance                      |
| Viva Las Vegas                                    | Elvis Presley                                                 | 2          | 2        | 1963 | Solo | ♂      | Just Dance 2                    |
| Who Let the Dogs Out#/*                           | Baha Men                                                      | 2 (3)      | 2 (2)    | 2000 | Solo | ♂      | Just Dance                      |

- Un "*" indica que la canción es un cover, no es la original
- Un "#" indica que a la canción se le ha alterado las calificaciones de esfuerzo
- Un (C) indica que la canción está disponible en el juego, pero necesita un código para ser desbloqueada.
- Los () Indican la dificultad y esfuerzo en el juego original.
- Una "U" indica que la canción solo se encuentra en la versión NTSC